# 1964 en arts plastiques
| Années des arts plastiques : 1961 - 1962 - 1963 - 1964 - 1965 - 1966 - 1967    |
| Décennies des arts plastiques : 1930 - 1940 - 1950 - 1960 - 1970 - 1980 - 1990 |

Cette page concerne l'année 1964 en arts plastiques.

## Événements
- 28 janvier : Ouverture de la Factory, atelier d'artiste situé à New York, par Andy Warhol.

## Naissances
- 19 août : Nicholas Benson, lithographe américain,
- 25 septembre : Dominique De Beir, artiste peintre plasticienne française.
- 23 octobre : Abdelkrim Belamine, peintre contemporain marocain.

- Ognian Zekoff, artiste-peintre bulgare.

## Décès
- 5 janvier : André de Székély, peintre hongrois naturalisé français (° 16 avril 1877),
- 17 janvier : Đorđe Andrejević Kun, peintre serbe puis yougoslave (° 31 mars 1904),
- 25 janvier : Fernand Guey, peintre français (° 26 février 1887),
- 26 janvier : Xawery Dunikowski, sculpteur et peintre polonais (° 24 novembre 1875),
- 2 février : Gabrielle Bonaventure, peintre française (° 26 juin 1890),
- 4 février : Emilien Barthélemy, peintre français (° 3 février 1885),
- 13 février : Giuseppe Pinot-Gallizio, peintre italien (° 12 février 1902),
- 25 février :
  - Alexandre Archipenko, sculpteur américain d'origine ukrainienne (° 30 mai 1887),
  - Jean-Pierre Gras, sculpteur, céramiste et peintre français (° 27 avril 1879),
- 29 février : Robert Wehrlin, peintre et graveur suisse (° 8 mars 1903),
- 4 mars :
  - Alfred Latour, peintre, graveur, affichiste et graphiste français (° 28 juillet 1888),
  - Pippo Rizzo, peintre italien (° 6 janvier 1887),
- 6 mars : Anatol Petrytsky, peintre, décorateur de théâtre et concepteur de livres russe puis soviétique (° 12 février 1895),
- 11 mars : Pio Semeghini, peintre et aquafortiste italien (° 3 janvier 1878),
- 12 mars :
  - Jovan Bijelić, peintre serbe puis yougoslave (° 10 juin 1886),
  - Félix Planquette, peintre de paysage et animalier français (° 23 avril 1873),
- 13 mars : Charlotte Chauchet-Guilleré, peintre française (° 5 décembre 1878),
- 14 mars : Geneviève Barrier Demnati, peintre orientaliste française (° 4 janvier 1893),
- 17 mars : Élisabeth Faure, peintre orientaliste française (° 23 octobre 1906).
- 5 avril : Aloïse Corbaz, artiste suisse pratiquant l'Art brut (° 28 juin 1886),
- 8 avril : Eugène Delaporte, peintre français (° 31 mai 1878),
- 12 avril : Janis Ferdinands Tidemanis, peintre letton (° 1er octobre 1897),
- 18 avril : Marguerite Charrier-Roy, peintre française (° 14 mai 1870),
- 20 avril : Sergueï Guerassimov, peintre russe puis soviétique (° 1885),
- 22 avril : Georges Barat-Levraux, peintre français (° 27 mai 1878),
- 29 avril : Peter Marcasiano, artiste américain (° 18 novembre 1921),
- 7 mai : Lucien de Maleville, peintre français (° 15 septembre 1881),
- 9 mai : Rico Lebrun, peintre animalier et sculpteur italien, professeur au Chouinard Art Institute de Los Angeles (° 10 décembre 1900),
- 10 mai :
  - Michel Larionov, peintre et décorateur russe naturalisé français (° 3 juin 1881),
  - Godfrey Clive Miller, peintre néo-zélandais (° 20 août 1893),
- 12 mai : Jean Dufy, peintre français (° 12 mars 1888),
- 17 mai : Arpenik Nalbandyan, peintre russe puis soviétique (° 23 décembre 1916),
- 30 mai :
  - René-Yves Creston, peintre, graveur, illustrateur, sculpteur et ethnologue français (° 25 octobre 1898),
  - Guy Dezaunay, peintre et dessinateur français (° 16 novembre 1896),
  - Jean Ningres, peintre français (° 31 décembre 1878),
- 3 juin : Claude Dalbanne, bibliographe, historien, peintre, illustrateur et graveur français (° 16 octobre 1877),
- 18 juin : Giorgio Morandi, peintre et graveur italien (° 20 juillet 1890),
- 29 juin : Félix Appenzeller, peintre et sculpteur suisse (° 18 août 1892),
- ? juin : Pierre Albert Génolhac, peintre français (° février 1896),
- 4 juillet : Georges Cyr, peintre libanais d'origine française (° 3 juin 1880),
- 11 juillet : Raphaël Diligent, sculpteur, peintre, illustrateur et occasionnellement acteur de cinéma français (° 17 mai 1884),
- 21 juillet : Jean Fautrier, peintre français (° 16 mai 1898),
- 25 juillet : Henri Marret, peintre français (° 15 février 1878),
- ? juillet : Jean Lec, chansonnier, peintre et écrivain français (° 11 juillet 1899),
- 1er août : Jean Dehelly, peintre et acteur français (° 8 mars 1896),
- 9 août : Albert Horel, peintre français (° 25 juin 1876),
- 17 août : Rómulo Rozo, sculpteur et peintre mexicain (° 13 janvier 1899),
- 19 août : Ardengo Soffici, écrivain, poète et peintre italien (° 7 avril 1879),
- 20 août : Albert Brabo, peintre français (° 13 avril 1894),
- 25 août : Adolfo Best Maugard, peintre, réalisateur et scénariste mexicain (° 11 juin 1891),
- 29 août : Bertalan Pór, peintre hongrois (° 4 novembre 1880),
- 6 septembre : Jean Dupas, peintre, affichiste et décorateur français (° 21 février 1882),
- 27 septembre : Tancredi Parmeggiani, peintre italien (° 25 septembre 1927),
- 28 septembre : Jacques Schultz-Dal, peintre et graveur français (° 13 novembre 1894),
- 7 octobre :
  - Lili Erzinger, artiste, peintre et dessinatrice suisse (° 9 mai 1908),
  - Fernando Leal, peintre et graveur mexicain (° 26 février 1896),
- 17 octobre : Pierre Brissaud, peintre et illustrateur de mode français (° 23 décembre 1885),
- 18 octobre : Adolphe Milich, peintre français d'origine polonaise (° 24 mars 1884),
- 26 octobre : Louis Sparre, peintre suédois (° 3 août 1863),
- 7 novembre : Gaston Chaissac, peintre et poète français (° 13 août 1910),
- 19 novembre : Marguerite-Valentine Burdy, peintre française (° 28 mai 1874),
- 5 décembre :
  - René Bellanger, peintre français (° 2 décembre 1895),
  - Louis Valdo-Barbey, dessinateur, peintre et décorateur français d'origine suisse (° 1er novembre 1880),
- ? :
  - Clémentine Ballot, peintre française (° 20 décembre 1879),
  - Georges Barat-Levraux, peintre français (° 1878),
  - Camille de Buzon, peintre français (° 1885),
  - Adolphe Milich, peintre français d'origine polonaise (° 1884),
  - Matteo Sandonà, peintre américain (° 15 avril 1883).
  - Robert C. Vose, collectionneur et marchand d’œuvres d'art américain (° 12 septembre 1873).